# Philoscia salina
Philoscia salina is een pissebed uit de familie Philosciidae. De wetenschappelijke naam van de soort is voor het eerst geldig gepubliceerd in 1926 door John Gilbert Baker.